# Uma (imię)
Uma – imię żeńskie pochodzenia sanskryckiego, oznaczające "kwiat lnu". W mitologii indyjskiej imię to było jednym z imion bogini Parwati.
Znane osoby o tym imieniu:
- Uma Thurman – aktorka